# Détartrant (cafetière)
Le détartrant est un produit qui dissout le calcaire. Il est utilisé pour un grand nombre d'appareils dont les cafetières.

## Composition
Le détartrant est un produit industriel spécifique, ou un composé multi-usage comme le vinaigre blanc. Les acides qui entrent dans la composition des détartrants commerciaux des cafetières sont l'acide citrique, lactique, sulfamique, sulfurique, niflumique ou phosphorique,. Ils se présentent sous forme de paillettes, de poudre ou de liquide. Le vinaigre blanc, encore appelé vinaigre ménager contient de l'acide acétique (en proportion de 14 %, avec un pH de la solution autour de 2,15).

## Rôle
Le calcaire est présent dans toutes les eaux, sauf l'eau déminéralisée impropre à la consommation. Il se dépose sous forme de tartre sur la surface de chauffe de la cafetière. Cela réduit sa capacité — le café sort plus froid. Si le tartre n'est pas traité, le dépôt porte préjudice à la durée de vie de l'appareil. Le tartre est l'un des premiers motifs de panne des machines à café, avec l'autre cause qui est l'accumulation de résidus d'huile de café qui bouchent les sorties d'eau et altèrent la pompe. Lorsque le café coule de façon hétérogène, c'est généralement un signal d'entartrage du circuit.

## Mode d'action
Le détartrant abaisse le pH de la solution en contact avec le circuit de la cafetière. Le tartre qui se dépose sous forme de précipité de carbonate de calcium et d'autres sels de calcium (oxalate de calcium, phosphate de calcium) est solubilisé par l'acide du produit de détartrage, selon l'équilibre :{\displaystyle {\ce {2H^+ + CaCO3 -> H2CO3 + Ca^{2+}}}} Puis :{\displaystyle {\ce {H2CO3 -> CO2 + H2O}}} L'acide va donc suffisamment déplacer l'équilibre dans le sens de la formation d'ions hydrogénocarbonate ou d'acide carbonique. Le tartre est alors réduit à l'état de gaz carbonique et le calcaire passe dans l'eau en tant qu'ion soluble.
Lors du détartrage d'une machine à café, les acides forts acide chlorhydrique et sulfurique sont à proscrire.

## Utilisation du vinaigre blanc

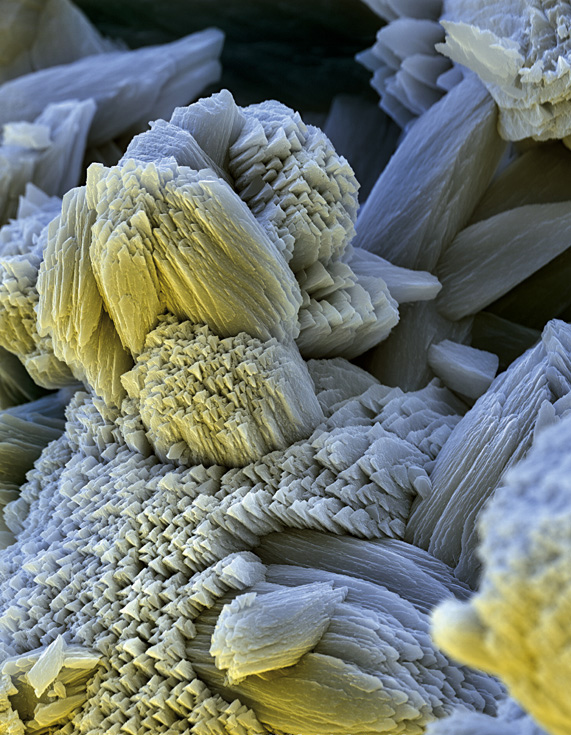
Tartre vu au microscope électronique à balayage. Dimensions.

Utilisé comme détartrant « maison », le vinaigre ménager peut être dilué à raison de 1/3 de vinaigre blanc pour 2/3 d'eau. Le volume préparé correspond généralement à celui du réservoir de la cafetière. Lorsque le volume d'une tasse de café de la préparation est passée, l'opération peut être interrompue pendant une dizaine de minutes pour laisser le temps au vinaigre d'agir. Puis le volume entier du réservoir est transféré, en faisant couler autant de tasses que nécessaire.
L'étape finale du détartrage consiste au rinçage du réservoir et de l'embout à l'eau claire. Puis le réservoir est rempli d'eau claire, pour la faire passer et terminer le rinçage.

### Limitations d'usage
Les fabricants déconseillent généralement l'usage du vinaigre. Les raisons avancées sont la faible efficacité, l'odeur, le goût tenace et les risques d'altération des joints. En parallèle, les fabricants commercialisent leurs produits sur mesure, si bien qu'il est difficile de cerner les vraies raisons des motivations financières.
Le goût et l'odeur résiduelle du vinaigre altèrent la préparation des futurs cafés, si le rinçage n'est pas complet. Cela peut être un argument recevable, si bien que l'acide citrique lui est parfois substitué.

### Précautions d'usage
Le produit dilué pour usage ne doit pas être stocké dans une bouteille d'eau non étiquetée ou ayant conservé son étiquetage d'origine : risque d'intoxication fréquent. En effet, le liquide peut être bu accidentellement par une personne qui souhaiterait se désaltérer ou pour faire du café.

## Utilisation de l'acide citrique

Formule de l'acide citrique.

L'acide citrique est un anti-calcaire puissant ; il détartre, nettoie et dissout le calcaire. La dose utile se situe autour d'une à deux cuillerées à soupe de cristaux d'acide citrique à dissoudre dans un litre d'eau froide. Le schéma d'application reste le même que pour le vinaigre blanc (application puis rinçage). L'acide citrique est un produit à usages multiples. Il est aussi retrouvé dans la composition de nombreuses préparations commerciales spécifiques.